# Niphargus fongi
Niphargus fongi is een vlokreeftensoort uit de familie van de Niphargidae. De wetenschappelijke naam van de soort is voor het eerst geldig gepubliceerd in 2009 door Fišer & Zagmajster.